# Escorta (bàsquet)

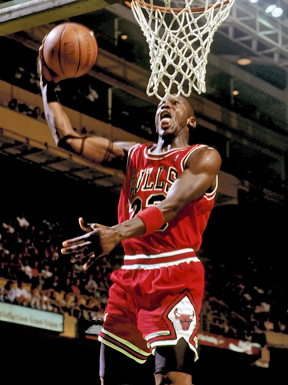
Jordan és considerat el millor jugador de la història de l'NBA

En bàsquet, l'escorta (en anglès shooting guard) és una de les cinc posicions habituals en l'estructura de l'equip. Els que juguen en aquest lloc són generalment més petits i més ràpids que els alers. El seu paper és generalment anotar punts, tot i que alguns també s'encarreguen de pujar la pilota ajudant el base.
Michael Jordan, en els seus inicis, jugava d'escorta, però les seves facultats de penetració i de joc en l'u contra u, el van convertir posteriorment en un aler.
Escortes escollits en la llista dels Llista dels 50 millors jugadors de la història de l'NBA:
- Michael Jordan (Chicago Bulls)
- Clyde Drexler (Portland Trail Blazers)
- John Havlicek (Boston Celtics)
- George Gervin (San Antonio Spurs)
- Hal Greer (Philadelphia 76ers)
- Bill Sharman (Boston Celtics)
- Kobe Bryant (Los Angeles Lakers)
- James Harden (Houston Rockets)